# Curt Norell
Curt Norell, född 19 mars 1913 i Ulricehamn, död 23 mars 2004, var en svensk rektor, ungdomsledare och folkbildare.

## Biografi
Efter studentexamen vid Jönköpings högre allmänna läroverk blev Curt Norell fil. kand. i Göteborg 1934 och teol. kand. i Lund 1939. Han prästvigdes 1941 men innehade aldrig församlingstjänst. 
Curt Norell gifte sig 1939 med psykoanalytikern Margit Norell. Paret fick tre barn. Tillsammans med makan var han under andra världskriget ledare för barn- och ungdomsverksamheten vid Studiehemmet i Kramfors. Därefter blev Norell en ledande person inom hemgårdsrörelsen som föreståndare vid Birkagården i Stockholm 1946–1966, ordförande i Riksförbundet Sveriges hemgårdar 1950–1974 och rektor för Stockholms stads ungdomsledarinstitut 1963–1978. 
Curt och Margit Norell bidrog till att introducera religionsvetaren och filosofen Martin Buber i Sverige, bland annat genom att slutföra den av Dag Hammarskjöld påbörjade översättningen av Martin Bubers Jag och du från 1923, som i deras svenska översättning kom ut 1963.

## Skrifter (urval)
- Barn, ungdom, föräldrar: samtal om uppfostringsfrågor (Sveriges radio, 1959)

## Översättning
- Martin Buber: Jag och du (originaltitel Ich und du, översatt tillsammans med Margit Norell, Bonnier, 1963)